# Григорян Григор (борець)
Григор Григорян (вірм. Գրիգորի Գրիգորյան; нар. 4 липня 1992, Єреван) — вірменський борець вільного стилю, срібний та бронзовий призер чемпіонатів Європи. Майстер спорту Вірменії міжнародного класу з вільної боротьби.

## Життєпис
Боротьбою почав займатися з 2002 року. Був бронзовим призером чемпіонату Європи 2011 року серед юніорів. У 2015 році став віце-чемпіоном Європи у віковій групі до 23 років.
Виступає за борцівський клуб «Малатія», Єреван. Тренер — Норік Серобян.

## Спортивні результати на міжнародних змаганнях

### Виступи на Чемпіонатах світу
| Змагання                        | Збірна   | Вагова категорія          | Місце |
| ------------------------------- | -------- | ------------------------- | ----- |
| Чемпіонат світу з боротьби 2013 | Вірменія | вільна боротьба, до 74 кг | 9     |
| Чемпіонат світу з боротьби 2014 | Вірменія | вільна боротьба, до 70 кг | 11    |
| Чемпіонат світу з боротьби 2015 | Вірменія | вільна боротьба, до 74 кг | 17    |
| Чемпіонат світу з боротьби 2016 | Вірменія | вільна боротьба, до 70 кг | 22    |
| Чемпіонат світу з боротьби 2018 | Вірменія | вільна боротьба, до 79 кг | 8     |
| Чемпіонат світу з боротьби 2019 | Вірменія | вільна боротьба, до 79 кг | 7     |

### Виступи на Чемпіонатах Європи
| Змагання                         | Збірна   | Вагова категорія          | Місце  |
| -------------------------------- | -------- | ------------------------- | ------ |
| Чемпіонат Європи з боротьби 2013 | Вірменія | вільна боротьба, до 74 кг | 5      |
| Чемпіонат Європи з боротьби 2014 | Вірменія | вільна боротьба, до 70 кг | Срібло |
| Чемпіонат Європи з боротьби 2016 | Вірменія | вільна боротьба, до 74 кг | 10     |
| Чемпіонат Європи з боротьби 2017 | Вірменія | вільна боротьба, до 74 кг | Бронза |
| Чемпіонат Європи з боротьби 2018 | Вірменія | вільна боротьба, до 74 кг | 14     |
| Чемпіонат Європи з боротьби 2019 | Вірменія | вільна боротьба, до 79 кг | 10     |

### Виступи на Європейських іграх
| Змагання              | Збірна   | Вагова категорія          | Місце |
| --------------------- | -------- | ------------------------- | ----- |
| Європейські ігри 2015 | Вірменія | вільна боротьба, до 74 кг | 12    |

### Виступи на інших змаганнях
| Змагання                                                         | Збірна   | Вагова категорія          | Місце  |
| ---------------------------------------------------------------- | -------- | ------------------------- | ------ |
| Київський Міжнародний турнір з боротьби 2013                     | Вірменія | вільна боротьба, до 74 кг | 11     |
| Літня Універсіада 2013                                           | Вірменія | вільна боротьба, до 74 кг | 5      |
| Вогні Москви 2013                                                | Вірменія | вільна боротьба, до 74 кг | 5      |
| Турнір Дана Колова — Николи Петрова 2014                         | Вірменія | вільна боротьба, до 74 кг | 9      |
| Турнір міста Сассарі з боротьби 2014                             | Вірменія | вільна боротьба, до 70 кг | Золото |
| Турнір Степана Саргісяна 2014                                    | Вірменія | вільна боротьба, до 70 кг | Бронза |
| Henri Deglane Challenge 2014                                     | Вірменія | вільна боротьба, до 74 кг | Бронза |
| Турнір Степана Саргісяна 2015                                    | Вірменія | вільна боротьба, до 74 кг | Бронза |
| Олімпійський кваліфікаційний турнір з боротьби 2016 (Улан-Батор) | Вірменія | вільна боротьба, до 74 кг | 9      |
| Олімпійський кваліфікаційний турнір з боротьби 2016 (Стамбул)    | Вірменія | вільна боротьба, до 74 кг | 7      |
| Турнір Степана Саргісяна 2016                                    | Вірменія | вільна боротьба, до 70 кг | Срібло |
| Кубок Тахті 2017                                                 | Вірменія | команда                   | Срібло |
| Турнір Яшара Догу 2017                                           | Вірменія | вільна боротьба, до 74 кг | 5      |
| Турнір Г. Картозія і В. Балавадзе 2017                           | Вірменія | вільна боротьба, до 74 кг | Срібло |
| Турнір Степана Саргісяна 2017                                    | Вірменія | вільна боротьба, до 74 кг | 7      |
| Київський Міжнародний турнір з боротьби 2018                     | Вірменія | вільна боротьба, до 74 кг | 16     |
| Турнір Г. Картозія і В. Балавадзе 2018                           | Вірменія | вільна боротьба, до 79 кг | Бронза |
| Турнір Степана Саргісяна 2018                                    | Вірменія | вільна боротьба, до 79 кг | Бронза |
| Кубок Тахті 2019                                                 | Вірменія | вільна боротьба, до 79 кг | 14     |
| Кубок Тахті 2020                                                 | Вірменія | вільна боротьба, до 86 кг | 7      |

### Виступи на змаганнях молодших вікових груп
| Змагання                                       | Збірна   | Вагова категорія          | Місце  |
| ---------------------------------------------- | -------- | ------------------------- | ------ |
| Чемпіонат Європи з боротьби серед кадетів 2004 | Вірменія | вільна боротьба, до 63 кг | 11     |
| Чемпіонат Європи з боротьби серед кадетів 2010 | Вірменія | вільна боротьба, до 54 кг | 7      |
| Чемпіонат Європи з боротьби серед кадетів 2011 | Вірменія | вільна боротьба, до 58 кг | 7      |
| Чемпіонат Європи з боротьби серед юніорів 2007 | Вірменія | вільна боротьба, до 84 кг | 16     |
| Чемпіонат Європи з боротьби серед юніорів 2011 | Вірменія | вільна боротьба, до 66 кг | Бронза |
| Чемпіонат Європи з боротьби серед юніорів 2012 | Вірменія | вільна боротьба, до 74 кг | 12     |
| Чемпіонат світу з боротьби серед юніорів 2012  | Вірменія | вільна боротьба, до 74 кг | 5      |
| Чемпіонат Європи з боротьби серед молоді 2015  | Вірменія | вільна боротьба, до 74 кг | Срібло |